# Ханс-Дитрих Геншер
Ханс Дитрих Геншер (Рајдебург, 21. март 1927 — 31. март 2016) био је немачки политичар. Члан је председништва и почасни потпредседник Странке слободних демократа, такозваних либерала.
После завршене школе у родном месту, постао је члан Хитлерјугенда, а касније је служио у помоћним јединицама немачког ваздухопловства од 1943. до 1944. Годину дана после је мобилисан за радну обавезу а 1945. и у немачки вермахт. Кратко прије пада Берлина је заробљен и бива интерниран као ратни заробљеник код америчких а касније и енглеских војних снага.
После отпуштања из заробљеништва неко време ради као помоћни радник на градилиштима. Матурира 1946. године и уписује правни факултет у Халеу и Лајпцигу који и завршава 1949. године. После бега у западну Немачку 1952. године, припрема и 1954. полаже државни испит Хамбургу, чиме добија адвокатску лиценцу. 1956. године постаје научни асистент парламентарног клуба немачких либерала, чији је и председавајући између 1959. и 1965. године.
Ханс Дитрих Геншер је ожењен Барбаром Геншер, има једну кћерку и са породицом живи у Вахтбергу код Бона.

## Политичка каријера
1945. постаје члан Нацистичке странке. Од 1946. до 1952. био је члан Либералне демократске партије Немачке. Од 1952. године је члан Слободне демократске партије Немачке.
Изабран је за члана парламента 1965. у изборној јединици Бремен које место држи све до 1998.
Био је министар унутрашњих послова Савезне Републике Немачке у влади Вилија Бранта (1969—1974). Тада су либерали били у коалицији са социјалдемократском партијом и он помаже Вилију Бранту при обликовању такозване "источне политике", која је означавала приближавање комунистичком истоку. У влади Хелмута Шмита постаје министар иностраних послова и вицеканцелар (1974—1992). После распада коалиције, са паузом од непуних месец дана, наставља рад у истом министарству али овај пут у влади Хелмута Кола и у коалицији са Хришћанском демократском унијом. У то време је био један од најпопуларнијих немачких политичара. Био је и са најдужим министарским стажом у Немачкој (23 године).
Помогао је у процесу рушења комунистичких режима на Истоку, што је довело до процеса немачког уједињења. Познат је и као велики заступник хрватске независности, због чега је у Хрватској био проглашен почасним грађанином. Супротстављао се осталим европским министрима спољних послова и упорно је заступао став према хрватској и словеначкој независности и превременом признавању независности тих југословенских република. По дотадашњем договору земаља европске заједнице, признање је требало преиспитати тек 15. фебруара 1992. године, након извештаја Бадинтерове комисије.
Ханс-Дитрих Геншер је 19. децембра 1991, по повратку из Ватикана и по договору са Аустријом објавио да ће Немачка признати независност Хрватске и Словеније независно од одлуке других влада. Због те одлуке, Геншер је критикован и од тадашњег Генералног секретара Уједињених нација Хавијера Переза де Куељара, који је упозорио, „да би признање Словеније и Хрватске могло довести до ширења сукоба у Југославији".
Године 1992, на опште изненађење даје оставку на место министра иностраних послова СР Немачке.
Од 1994. године, Геншер је хонорарни професор Ото-Зур института за политичке науке Слободног универзитета у Берлину.

## Признања
Због његовог признања Хрватске певале су се у Хрватској песме "Данке Дојчланд". Геншеру је у Хрватској подигнуто неколико споменика, а његово и име тадашњег канцелара Немачке Хелмута Кола понеле су и улице у неколико хрватских градова (између осталог и Трогир).
Почасни је грађанин његовог родног града, носилац Великог крста француске почасне легије, почасни доктор наука лајпцишког универзитета као и носилац других признања.